# Basauri
Basauri é um município da Espanha na província da Biscaia, comunidade autónoma do País Basco, com 7 km² de área. Em 2021 tinha 40 535 habitantes (densidade: 5 790,7 hab./km²).